# Ma non ho più la mia città
Ma non ho più la mia città è un brano musicale del 1993, cantato da Gerardina Trovato, che è anche autrice del testo, mentre la musica è stata composta da Donatella Milani e Mauro Malavasi. La canzone ha un testo autobiografico e parla del trasferimento della Trovato da Catania a Roma.
Il brano, presentato al Festival di Sanremo 1993, si classifica al 2º posto nella sezione Novità, dopo Laura Pausini. 
Dopo Sanremo, esce il primo album della cantante, che porta il suo nome, su etichetta Sugar di Caterina Caselli, ed ottiene un grande successo, ottenendo 2 dischi di platino.
La canzone verrà inserita anche nei greatest hits dell'artista siciliana: Il sole dentro del 1997, Gechi, vampiri e altre storie del 2000 e La collezione completa del 2005.

## Formazione
- Gerardina Trovato - voce, chitarra acustica
- Mauro Malavasi - tastiera, cori, arrangiamento

Produzione
- Mauro Malavasi – produzione, mixaggio, mastering
- Serse May - produzione